# Lata 90. XVIII wieku
Lata 90. XVIII wieku
Stulecia: XVII wiek ~ XVIII wiek ~ XIX wiek
Dziesięciolecia: 1740–1749 « 1750–1759 « 1760–1769 « 1770–1779 « 1780–1789 « 1790–1799 » 1800–1809 » 1810–1819 » 1820–1829 » 1830–1839 » 1840–1849
Lata: 1790 • 1791 • 1792 • 1793 • 1794 • 1795 • 1796 • 1797 • 1798 • 1799

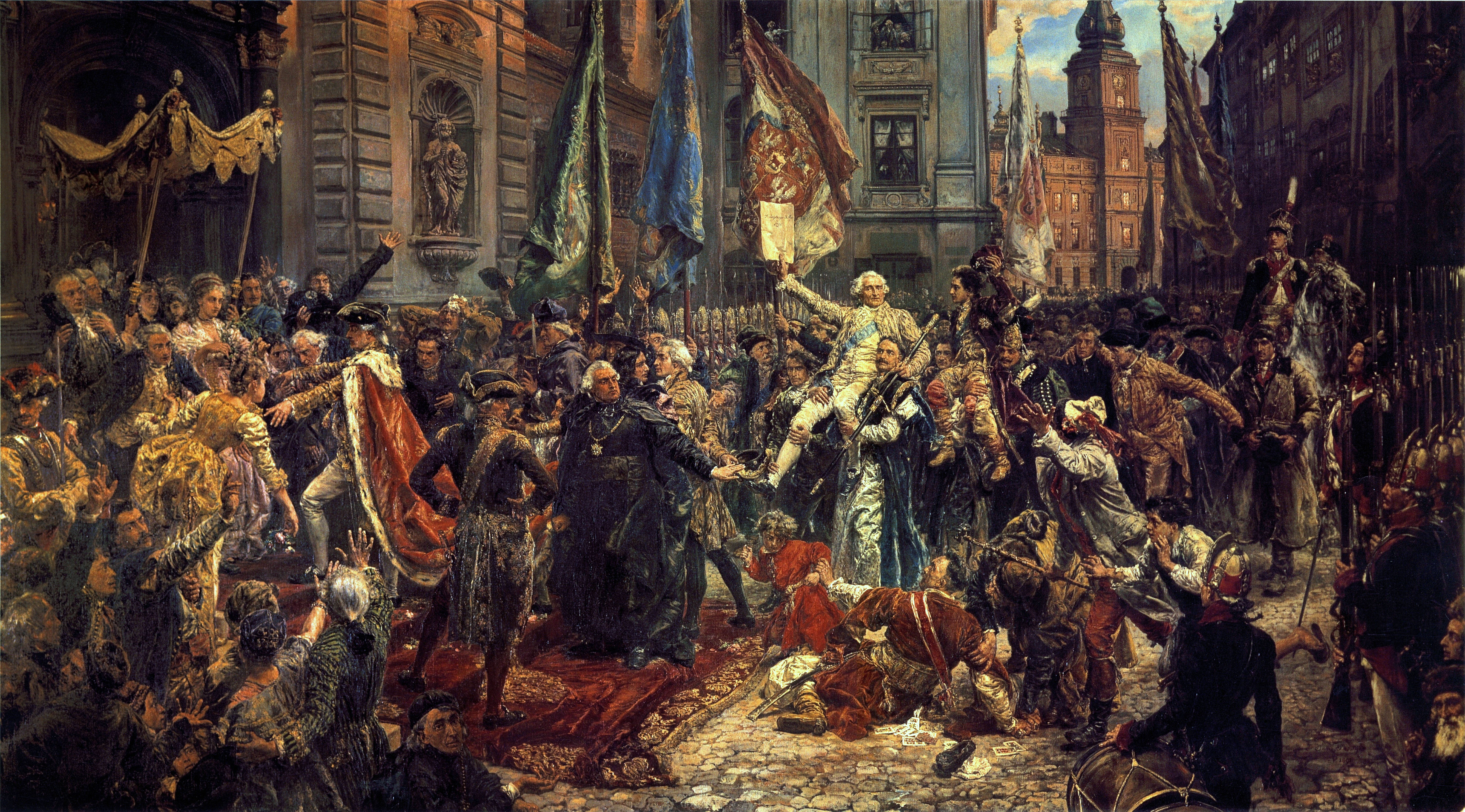
Uchwalenie konstytucji 3 maja 1791

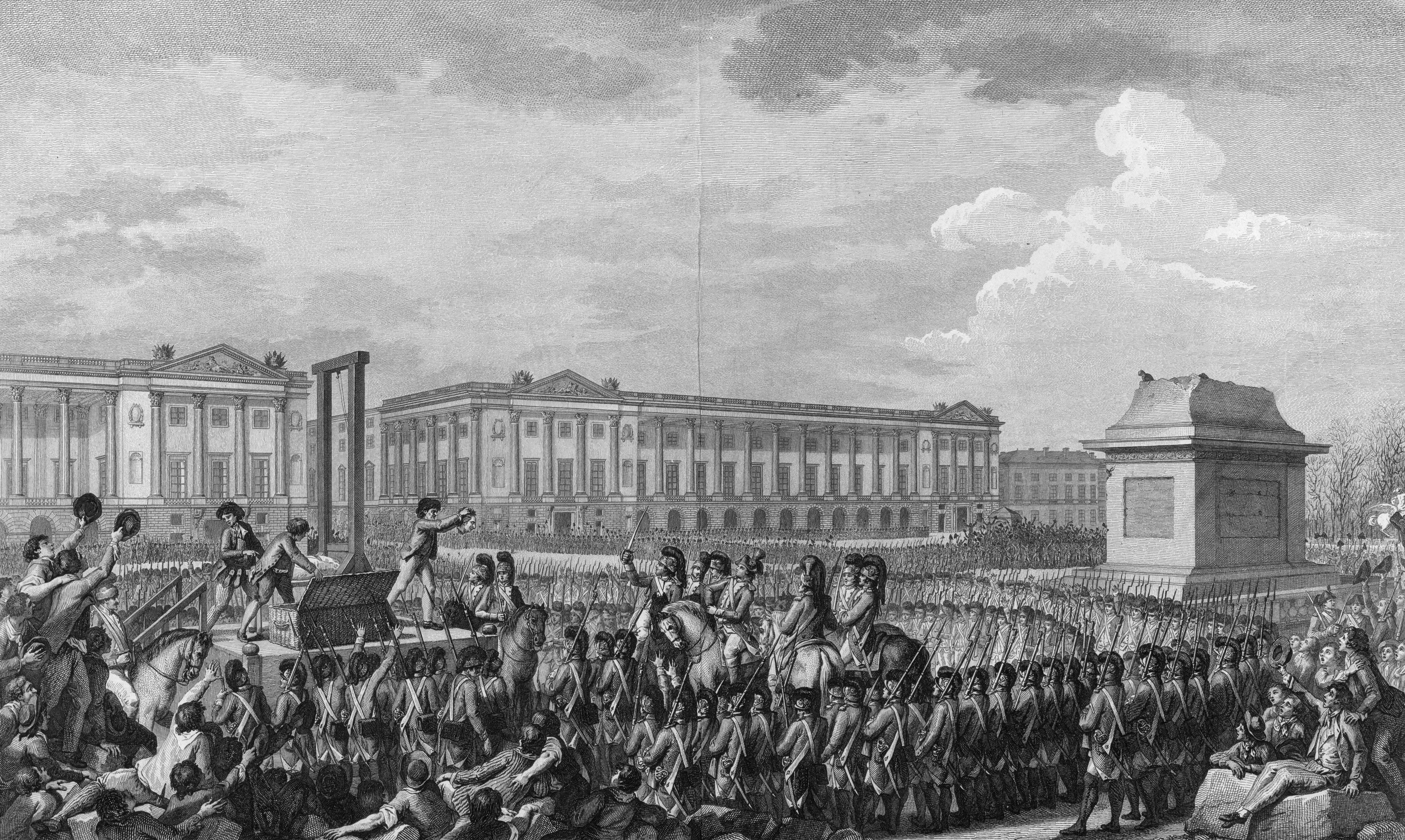
Egzekucja Ludwika XVI

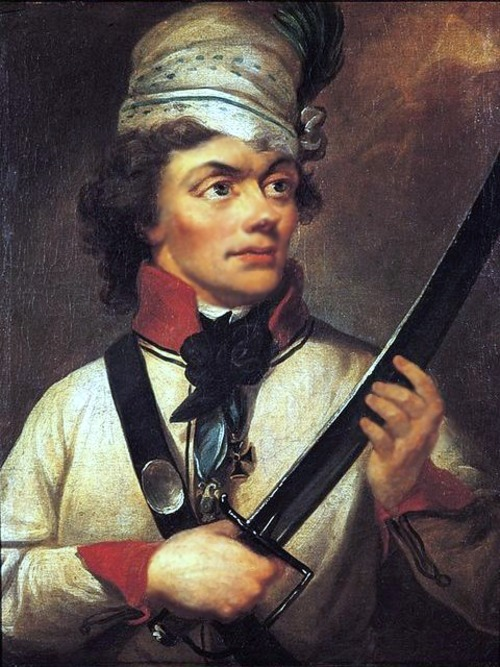
Tadeusz Kościuszko

## Wydarzenia
- Rewolucja francuska[1]
- Konstytucja 3 maja[2]
- II rozbiór Polski[3]
- III rozbiór Polski[4]
- Insurekcja kościuszkowska[5]

## Osoby
- George Washington[6]
- John Adams[7]
- Ludwik XVI[8]
- Ludwik XVII Burbon[9]
- Maximilien de Robespierre[8]
- Stanisław August Poniatowski[10]
- Tadeusz Kościuszko[10]
- Józef Wybicki[11]
- Hugo Kołłątaj[10]
- Józef Zajączek[4]
- Stanisław Szczęsny Potocki[12]
- Napoleon Bonaparte[13]
- Fryderyk Wilhelm II Pruski[14]
- Jerzy III Hanowerski[15]
- Paweł I Romanow[8]
- Katarzyna II Wielka[16]
- Pius VI[17]